# Irena Szymańska (tancerka)
Irena Szymańska, primo voto Kosińska, secondo voto Szczepańska (ur. 28 sierpnia 1899 w Warszawie, zm. 23 czerwca 1981 tamże) – polska tancerka i pedagożka.

## Życiorys
Ukończyła szkołę baletową przy Teatrze Wielkim w Warszawie. Od 1919 do 1934 roku była primabaleriną Teatru Wielkiego. Występowała w choreografiach Piotra Zajlicha. Do najważniejszych jej ról należały: Bachantka w Panu Twardowskim (muz. Ludomir Różycki), Bachantka w Kaprysie hiszpańskim (muz. Nikołaj Rimski-Korsakow), Teresa w Postoju kawalerii (muz. Iwan Armsheimer), Liza we Flecie zaczarowanym (muz. Riccardo Drigo), Zosia w Weselu w Ojcowie (muz. Karol Kurpiński i Józef Damse), Pietrek w Pietruszce (muz. Igor Strawinski), Halina w Święcie ognia (muz. Zygmunt Noskowski), Kobieta w Tańcach połowieckich (muz. Aleksandr Borodin).
Od 1934 do 1939 roku prowadziła w Warszawie własną Szkołę Tańca Artystycznego i Rytmiki, po II wojnie światowej wykładała w latach 1951–1956 w Państwowej Średniej Szkole Baletowej.